# Phường 5, thành phố Vĩnh Long
Phường 5 là một phường cũ thuộc thành phố Vĩnh Long, tỉnh Vĩnh Long, Việt Nam.

## Địa lý
Phường 5 nằm tại phía Đông của trung tâm thành phố Vĩnh Long (phường 1) cách bởi sông Long Hồ, được xác định giáp giới như sau:
- Phía Bắc giáp sông Cổ Chiên và xã An Bình, Hoà Ninh, huyện Long Hồ
- Phía Đông giáp xã Thanh Đức, huyện Long Hồ
- Phía Tây và Nam giáp sông Long Hồ và phường 1, phường 4.

Phường 5 có diện tích 4,07 km², dân số năm 2006 là 13.895 người, mật độ dân số đạt 3.414 người/km².
Phường 5 là một đô thị dân cư - dịch vụ - sản xuất của thành phố Vĩnh Long về hướng Đông. Khu đô thị phường 5 được tổ chức hình thành một khu dân cư theo mô hình phát triển mới gắn với các dịch vụ sản xuất, nhằm phát huy lợi thế về vị trí, dân cư, tài nguyên của thành phố Vĩnh Long.

## Hành chính
Phường 5 được chia thành 6 khóm: 1, 2, 3, 4, 5, 6.